# Capela Imperial de Taguatinga
O Grêmio Recreativo e Escola de Samba Capela Imperial de Taguatinga é uma escola de samba brasileira, sediada em Taguatinga, no Distrito Federal.
É uma das escolas de samba mais tradicionais do Distrito Federal. Como bloco foi campeã em 1979 e 1980. Como escola de samba venceu o Grupo 2 em 1982, 1989, 2001 e o Grupo Especial em 1996. Em 2011 a Escola de Samba foi campeã do Grupo 1 e vai desfilar no Grupo Especial em 2012.
É carinhosamente chamada por seus membros de "família capelense", é a terceira agremiação mais antiga do Carnaval do Distrito Federal.

## História
A escola foi fundada em 1 de Fevereiro de 1976, por sambistas e amigos funcionários do INCRA, transferidos da cidade do Rio de Janeiro. Quando surgiu um desafio de Paulo Boca de Ferro. Na época fundaram um bloco com o nome de Capela Imperial. Nome devido aos primeiros encontros terem acontecidos na casa de Tião, que ganhou apelido de Tião Padre devido o seu gosto por vinho, o nome surgiu desse trocadilho, o Imperial dou sugestão de um amigo carioca da turma, seu Valhe. Suas cores foram sugestão de João Florêncio, o Joãozinho, inspirado nas cores do até então Bloco Carnavalesco Canários de Laranjeiras.
Seus fundadores são: Darcy Porquinho (In memória, maior nome do GRES Capela Imperial, por todo seu amor e dedicação nos anos que presidiu a escola), Manoel Caranguejeiro, Avelar, Salvador Gama, Caxias, Pedro Pan, Pedro Amandio, José Euzébio, João Motta, Sr. Rui, Sr. Lima, Sr. Célio, D. Argentina, Dilson Marimba, Gilmarzinho,  Paulo Gaspar, Tião da Cuica, Tião Padre, Tião Brum, Paulo Marambar, Joãozinho, entre outros que sempre estarão na memória do GRES Capela Imperial.
No final de 2009, tomou posse uma nova diretoria, comandada por Cintia Aquino, que trouxe de volta a velha guarda e incorporou novas pessoas e grupos, como o Asé Dudu e o  Balé Afro Mona Kavungo, que compôs a comissão de frente nota 10 em 2010.
Seu enredo foi A arte negra na legendária Bahia, com o qual obteve a terceira colocação, ao perder pontos nos quesitos samba-enredo e enredo. Nesse ano, teve como rainha da bateria Lyz Helen e como madrinha da bateria, Pâmella Paula.

## Segmentos

### Presidentes
| Nome          | Mandato                    | Ref. |
| ------------- | -------------------------- | ---- |
| Cíntia Aquino | final de 2009 - atualidade |      |

### Diretores
| Ano  | Diretor de Carnaval | Diretor de harmonia | Mestre de bateria | Ref. |
| ---- | ------------------- | ------------------- | ----------------- | ---- |
| 2011 | Ronaldo Castro      |                     | Lili              |      |
| 2014 | Tiago               | David Salvino       | Maza              |      |
| 2015 |                     |                     |                   |      |

### Coreógrafo
| Ano  | Nome          | Ref. |
| ---- | ------------- | ---- |
| 2011 | Andreoni      |      |
| 2014 | Junior O"hara |      |
| 2015 |               |      |

### Casal de Mestre-sala e Porta-bandeira
| Ano  | Nome | Ref. |
| ---- | ---- | ---- |
| 2014 |      |      |
| 2015 |      |      |

### Corte de bateria
| Ano  | Rainha        | Madrinha      | Ref. |
| ---- | ------------- | ------------- | ---- |
| 2010 | Lyz Helen     | Pâmella Paula |      |
| 2011 | Daise Canario | Pâmella Paula |      |
| 2015 |               |               |      |

## Carnavais
| Ano  | Colocação | Grupo               | Enredo | Carnavalesco                                                                                       | Ref |
| ---- | --------- | ------------------- | --- | -------------------------------------------------------------------------------------------------- | --- |
| 2007 |           |                     | A arte de ser brasileiro | |     |
| 2009 | 4ºLugar   | 1 (segunda divisão) | | |     |
| 2010 | 3º Lugar  | 1 (segunda divisão) | A arte negra na legendária Bahia Leandro Santos, Sandro Avelar, Cláudio Vagareza e Bruno. Intérprete:Binho da Paz                        | Waltecy e Rafael Condé                                                                             |     |
| 2011 | Campeã    | 1 (segunda divisão) | As maravilhas do CriadorFiola, Felipe P3, Luís, Erik Andrade e Lula do Pandeiro Intérprete:Binho da Paz (Cd gravado por Leandro Santos). | José Antonio e John Michael                                                                        |     |
| 2012 |           | Especial            | | |     |
| 2013 |           | Especial            | | |     |
| 2014 |           | Especial            | Intérprete:Leandro Santos | Junior O'hara e Rafael Condé + comissão (Leo soares, David Salvino, Junior O'hara e Cintia Aquino) |     |